# Immeuble de la Verveine du Velay
L'immeuble de la Verveine du Velay est un monument situé dans la ville du Puy-en-Velay dans le département de la Haute-Loire.
L'immeuble, y compris la toile marouflée de Joseph Bernard La Cueillette de la Verveine située dans le magasin est inscrit au titre des monuments historiques par arrêté du 19 décembre 1995. Le dôme et le vitrail du vestibule sont classés au titre des monuments historiques par arrêté du 4 février 2004.

## Histoire
Cet immeuble fut édifié par l'architecte ponot Achille Proy en 1906, avec pour destination abriter le magasin de vente au rez-de-chaussée et les logements des propriétaires.
L’emplacement choisi était juste à l’extérieur de la vieille ville, aux limites de l’ancien rempart et à l’entrée d’un faubourg encore peu occupé, au croisement des routes allant du sud (Aubenas) au nord-est (Saint-Étienne).

## Description
La tourelle surmontée d'un dôme est garni de vitraux créés par Charles Borie.